# Tisa Linux
Tisa Linux je srpska Linux distribucija koja je namijenjena upotrebi u Internet klubovima, web bankomatima, javnim Internet terminalima, web poslužiteljima, raznim javnim web pristupnim servisima itd.
Pokreće se s CD/DVD-a, na koji se kasnije mogu snimiti sve izmjene, snimljeni podaci i nove aplikacije. Ovaj operacijski sustav radi cijeli u RAM memoriji, poput nekih industrijskih ssstava, ali nudi i sve ostale pogodnosti desktop sustava s dosta različitih aplikacija.
Kuriozitet je da može funkcionirati i bez hard diska, pri čemu se sve izmjene mogu snimiti na isti CD/DVD s kojeg se sustav pokreće. Ovo uveliko olakšava rad jer se cijeli operacijski sustav i svi programi nalaze u RAM memoriji i rade u RAM memoriji. Što se tiče sigurnosti, može se koristiti i kvalitetan F-PROT antivirus i Morizot Firewall sustav koji je ugrađen
u Tisa Linux i aktiviran po defaultu. Iako potječe od nekih poznatijih Linux distribucija, Tisa Linux u potpunosti je djelo srpskih programera i ima nekoliko specifičnih funkcija koje druge distribucije nemaju, a može koristiti softver ostalih distribucija bez ikakvih problema.
Može koristiti deb i rpm pakete drugih distribucija, a posjeduje i veliku kolekciju svojih instalacijskih paketa s raznovrsnim softverom. 
Cijelokupan je softver pod GNU slobodnom dokumentacijskom dozvolom i predstavlja Open Source softver. Autor je Vladimir Stanković.

## Vanjske poveznice
- Web stranica distribucije  Arhivirana inačica izvorne stranice od 18. lipnja 2007. (Wayback Machine)

- Download stranica distribucije  Arhivirana inačica izvorne stranice od 28. travnja 2014. (Wayback Machine)